# Bérengère Schuh
Bérengère Simone Rolande Schuh (* 13. Juni 1984 in Auxerre) ist eine französische Bogenschützin.

## Werdegang
Bérengère Schuh startete im Jahre 1996 ihre Karriere als Bogenschützin und debütierte 1999 auf internationaler Ebene. Im Rahmen der Olympischen Sommerspiele 2004 in Athen nahm sie zum ersten Mal an Olympischen Spielen teil.
Vier Jahre später startete Schuh erneut bei den Olympischen Sommerspielen 2008 in Peking. Im Einzelwettbewerb gewann sie die ersten beiden Runden gegen Pia Carmen Lionetti aus Italien und Sayoko Kawauchi aus Japan, bevor sie im Achtelfinale mit 104:109 gegen die Südkoreanerin Joo Hyun-jung verlor und damit ausschied. Des Weiteren startete sie im Mannschaftswettbewerb zusammen mit Sophie Dodémont und Virginie Arnold für Frankreich. Zu dritt erreichten sie dort nach einem Sieg über Polen das Halbfinale, wo sie jedoch deutlich gegen die späteren Olympiasieger aus Südkorea verloren. Im folgenden Kampf um Platz 3 gewannen sie mit 203:201 gegen Großbritannien und gewannen damit die Bronzemedaille.
Schuh nahm 2012 erneut an den Olympischen Sommerspielen in London teil.